# Petrove, Sofiivka
Petrove (în ucraineană Петрове) este un sat în așezarea urbană Sofiivka din raionul Sofiivka, regiunea Dnipropetrovsk, Ucraina.

## Demografie
Componența lingvistică a localității Petrove
     Ucraineană (94,62%)
     Rusă (5,38%)
Conform recensământului din 2001, majoritatea populației localității Petrove era vorbitoare de ucraineană (94,62%), existând în minoritate și vorbitori de rusă (5,38%).